# Давньоримські сади

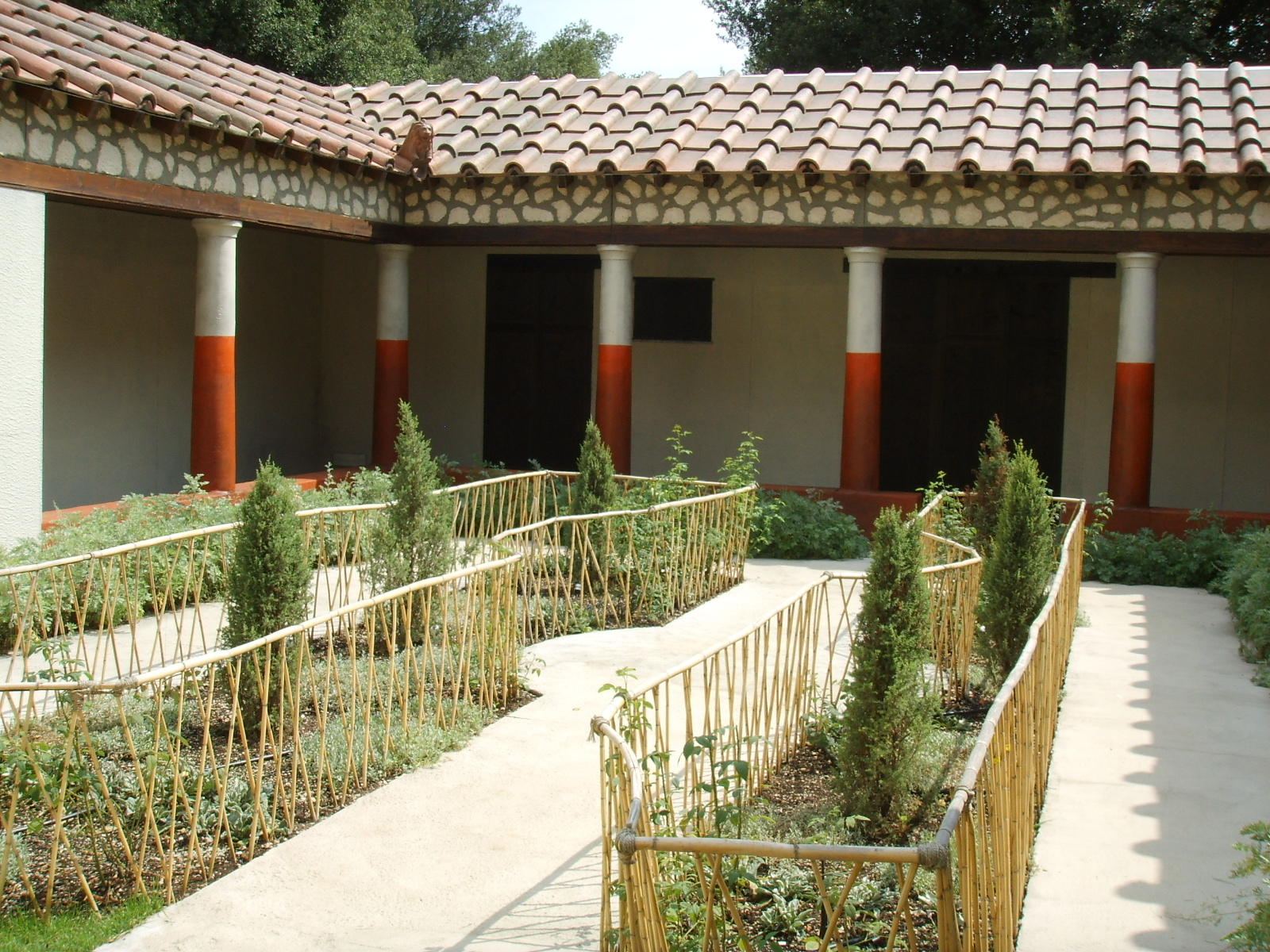
Реконструкція саду «будинку малярів» Помпеї

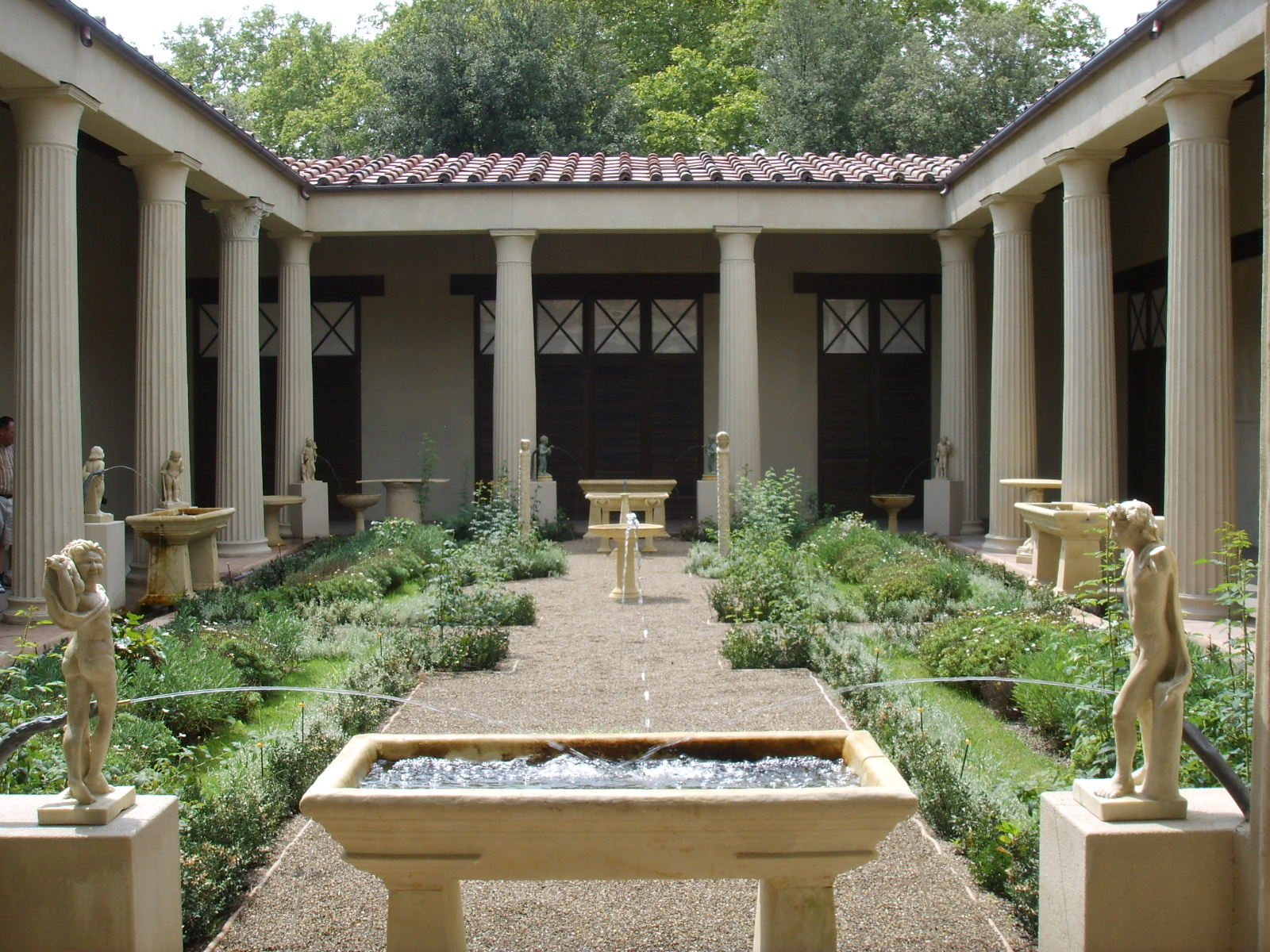
Реконструкція саду в «будинку Веттії» у Помпеї

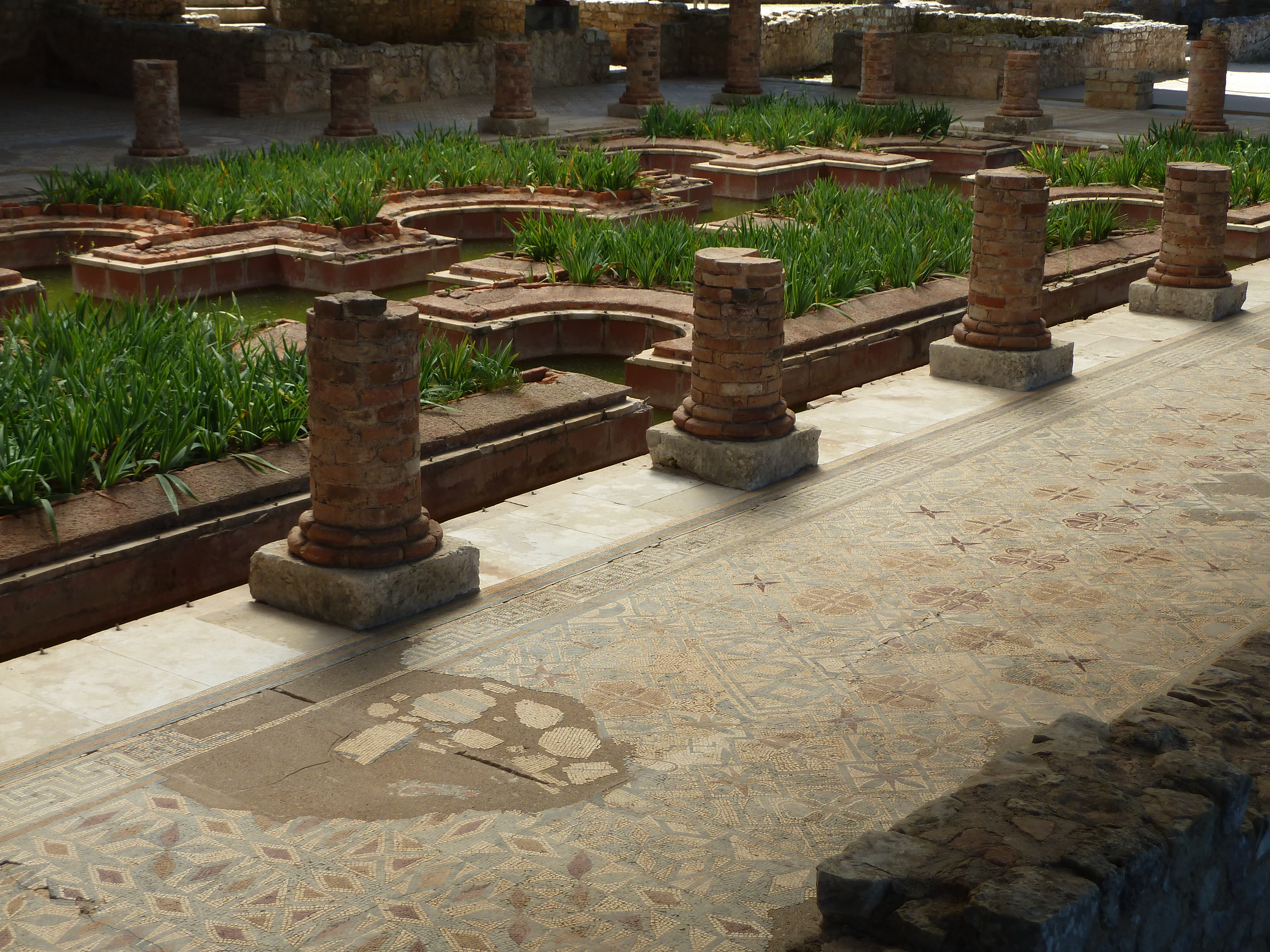
Сади в місті Конімбрига, Португалія

Давньоримські сади (лат. horti) та оздоблювальне рослинництво за час існування давньоримської цивілізації досягли значного розвитку. Для римлян сад був місцем миру та спокою, втечею від міського життя та місцем, наповненим релігійним та символічним значенням. В міру того, як давньоримська культура розвивалась та зазнавала впливу інших культур завдяки торговим відносинам з ними, використання і популярність садів у давньому Римі зростали.

## Вплив
На давньоримський сад вчинили вплив єгипетські, перські та грецькі практики садівництва. Відомо, що регулярні сади існували в Єгипті ще з 2800 р. до н. е. За часів вісімнадцятої династії, садівництво було досить розвинено і використовувалось для прикрашання домів багатіїв. Для поєднання будинку та зовнішнього середовища і створення зовнішнього жилого простору був вигаданий  портик.
Перські сади розвивались з урахуванням посушливого навколишнього середовища — вони були оточені мурами для захисту від посухи та були зеленими й плодовитими у порівнянні з сухим пустельним перським пейзажем. Сади Лукулла (Horti Lucullani) на пагорбі Пінчо на межі тодішнього Риму принесли у Європу перські сади бл. 60 р. до н. е. (зараз на їх місці розташована Вілла-Боргезе).
Сади насолод мали предком грецькі сади при фермах, в яких вирощувались фрукти. Коли Александр Македонський підкорив частини Азії, до еллінського світу потрапили нові види фруктів та рослин, що спричинило поновлення у давніх греків інтересу до садівництва. У давньогрецькій цивілізації сади використовувались для прикрашання храмів та для місць рекреації. За оповіданнями, Кімон Афінський зніс стіни свого саду, щоб перетворити його на публічний простір. Відкриті двори з перистилем були вперше створені давніми греками, щоб поєднати домівки з зовнішнім світом.

## Призначення
У давньому Лації сад був частиною кожної ферми (що на той час були у володінні переважно багатих римлян). Згідно з Катоном Старшим кожен сад має бути поруч з будинком, мати квітники та орнаментальні дерева. Горацій писав, що за його часів квітники стали національною примхою. Октавіан Август створив «Porticus Liviae», публічний сад на Оппійському пагорбі у Римі. Поза межами Риму сади більше розвивались у багатих містах.
Описи давньоримських садів можна знайти у «Метаморфозах» Овідія, у листах Плінія Молодшого, у «Природній історії» Плінія Старшого та у «Сільському господарстві» Варрона; всі вони дають детальний та ліричний опис садів римських вілл.
Пліній Молодший так описував своє життя на віллі в Лаурентумі: « …гарне життя та справжнє, щасливе та шляхетне, яке винагороджує більше, ніж будь-яка „справа“. Ті маєш використати першу нагоду полишити шум, марну суєту та марні заняття міста та присвятити себе літературі та відпочинку». На його думку, призначенням саду був "otium", що можна перекласти як усамітнення, спокій або розслаблення. Сад був місцем для розмірковування, читання, писання та відпочинку.
Пліній описував затінені доріжки, оздоблені живоплотами, орнаментальні партери, фонтани та підстрижені у геометричні чи фантастичні фігури дерева та кущі.
Сади не були прерогативою лише дуже багатих людей. Розкопки в Помпеях показали, що резиденції громадян мали сади, зменшені у масштабі для відповідності розміру будинку звичайного римлянина. У римських поселеннях в Африці, Галліїl та Британії створювались модифіковані версії римських садів. В міру того, як міські будинки замінювались на високі Інсули, міські сади також змінилися віконними горщиками чи садами на дахах.
Давньоримський сад був заново відкритий у добу Відродження і став основою для італійських садів доби Відродження. У наступні сторіччя ідеї та планування римського саду використовувався ландшафтними дизайнерами Бароко, Неокласицизму та навіть 20-го сторіччя.

## Частини давньоримського саду
Приватні давньоримські сади переважно мали три частини. Перша, xystus, — тераса, що слугувала відкритою вітальнею та поєднувалась з будинком критим портиком; xystus мав вид на нижній сад або деамбулаторій. Деамбулаторій містив різні квіти, дерева та іншу зелень і був ідеальним місцем для прогулянки після прийому їжі, неспішної бесіди та інших видів давньоримського відпочинку. Третя частина, gestation, була затіненою алеєю, де хазяїн будинку міг проїхатися верхи або де його могли пронести раби. Часто вона оточувала, але могла бути збудована й окремо у формі овалу.

### Книги
- Elisabeth Blair MacDougall and Wilhelmina F. Jashemski, ред. (1981). Ancient Roman Gardens (Dumbarton Oaks Colloquium on the History of Landscape Architecture, VII). Washington, DC: Dumbarton Oaks Research Library and Collection.
- Elisabeth Blair MacDougall, ред. (1987). Ancient Roman Villa Gardens (Dumbarton Oaks Colloquium on the History of Landscape Architecture, X). Washington, DC: Dumbarton Oaks Research Library and Collection. ISBN 0-88402-162-9.
- Bowe, Patrick (2004). Gardens of the Roman World. Los Angeles: J. Paul Getty Museum. ISBN 0-89236-740-7.
- Henderson, John (2004). Roman Book of Gardening. New York: Routlage.
- Attlee, Helen (2006). Italian Gardens – A Cultural History.

### Статті
- Semple, Ellen Churchill (July 1929). Ancient Mediterranean Pleasure Gardens. Geographical Review. American Geographical Society. 19 (3): 420—443. doi:10.2307/209149. JSTOR 209149.